# Каушик, Харипал
Харипал Каушик (англ. Haripal Kaushik, 2 февраля 1934 — 25 января 2018, Джаландхар, Индия) — индийский хоккеист (хоккей на траве), полузащитник, нападающий. Двукратный олимпийский чемпион 1956 и 1964 годов, серебряный призёр летних Олимпийских игр 1960 года.

## Биография
Харипал Каушик родился 2 февраля 1934 года.

### Спортивная карьера
Играл в хоккей на траве за «Сервисез» из Нью-Дели. Девять раз в составе команды играл во всеиндийских турнирах, четырежды был капитаном.
В 1956 году вошёл в состав сборной Индии по хоккею на траве на Олимпийских играх в Мельбурне и завоевал золотую медаль. Играл на позиции полузащитника, провёл 1 матч, мячей не забивал.
В 1960 году вошёл в состав сборной Индии по хоккею на траве на Олимпийских играх в Риме и завоевал серебряную медаль. В матчах не участвовал.
В 1964 году вошёл в состав сборной Индии по хоккею на траве на Олимпийских играх в Токио и завоевал золотую медаль. Играл на позиции нападающего, провёл 9 матчей, забил 1 мяч в ворота сборной Бельгии.
В 1966 году в составе сборной Индии по хоккею на траве завоевал золотую медаль летних Азиатских игр в Бангкоке. Был помощником капитана команды.
По окончании игровой карьеры работал тренером по хоккею в Сикхском полковом центре. Работал на спортивных административных должностях, комментировал хоккейные матчи по телевидению.
В 1998 году удостоен премии «Арджуна» за высокие достижения в спорте.

### Военная карьера
С 1959 года служил в индийской армии, входил в состав 1-го батальона Сикхского полка.
В 1962 году участвовал в Китайско-индийской пограничной войне. 23 октября командовал передовым подразделением во время битвы при Бумле. Во время боёв с превосходящими силами противника успешно провёл отступление, сумев спасти тяжёлые пулемёты и миномёты. За образцовое мужество был удостоен награды «Вир Чакра».
Дослужился до звания подполковника.
Умер 25 января 2018 года в индийском городе Джаландхар в своём доме. В последние годы страдал деменцией.

## Семья
Был женат на Прем Бала Каушик, которая умерла раньше него. У них была единственная дочь Вероника.

## Память
В Ахмеднагаре стадион механизированного пехотного полка назван его именем.